# Colton Sissons
Colton Sissons (North Vancouver, Columbia Británica, 5 de noviembre de 1993) es un jugador profesional canadiense de hockey sobre hielo que se desempeña en la posición de centro en Nashville Predators, equipo de la National Hockey League (NHL).

## Carrera
Fue seleccionado en la segunda ronda en la NHL Entry Draft de 2012. En 2013, hizo su debut en la NHL con el equipo Nashville Predators, donde lleva jugando diez temporadas.